# 佩亚尔德韦塞罗
佩亚尔德韦塞罗，是西班牙安达卢西亚自治区哈恩省的一个市镇。总面积147平方公里，总人口5442人（2001年），人口密度37人/平方公里。